# Mandjandjang
Mandjandjang est un village de la région du Centre du Cameroun, situé dans la commune de Nguibassal. 

## Population et développement
En 1962, la population de Mandjandjang était de 147 habitants. La population de Mandjandjang était de 365 habitants dont 181 hommes et 184 femmes, lors du recensement de 2005.     